# Salvo Mastellone
Salvo Mastellone (Napoli, 1920 – Firenze, 26 gennaio 2012) è stato uno storico italiano.

## Biografia
Salvatore Mastellone, meglio conosciuto come Salvo, nacque a Napoli nel 1920; dopo aver studiato con Nino Cortese, lasciò la sua città natale per Parigi dove conseguì una borsa di studio per le ricerche storiche; qui ebbe modo di frequentare le grandi biblioteche e conobbe Ruggero Romano, Alessandro Pizzorno e Carlo Maria Cipolla; a Parigi incontrò anche Barbara Bateman che divenne poi la compagna di tutta la vita.

## Periodo "perugino"
Rientrò in Italia all’inizio degli anni Sessanta stabilendosi a Firenze, nel frattempo ottenne l’incarico di Storia Moderna presso l’Università di Perugia e nel 1966, presso lo stesso Ateneo, la cattedra di Storia delle Dottrine politiche. Partecipò attivamente alla vita dell’ateneo perugino rinnovandolo e fondando la Facoltà di Scienze Politiche; creò ben presto una scuola di giovani, fra cui Vittor Ivo Comparato, Gian Biagio Furiozzi, Carlo Carini, Giancarlo Pellegrini, Fabrizio Bracco, che vedevano in lui un leader promotore di numerose iniziative. Fra le più importanti: l’organizzazione del 1º Congresso nazionale delle Scienze Storiche (1967) e la nascita de “Il pensiero politico”, rivista di storia delle dottrine politiche, che fondò con Luigi Firpo, Nicola Matteucci e Mario delle Piane.

## Periodo "fiorentino"
Nel 1969 divenne ordinario di Storia delle Dottrine politiche presso la Facoltà di Magistero dell'Università di Firenze, della quale divenne preside nel 1971 trovandosi a fronteggiare il periodo delle manifestazioni sessantottine.
Nello stesso anno fu invitato a tenere un seminario su “The Constitutional problems in Europe from 1789 to 1848” presso il dipartimento di storia dell’Università di Chicago; dagli appunti per l’elaborazione del suo intervento nacque lo scheletro della sua opera più conosciuta “Storia ideologica d’Europa da Savonarola a Sieyès”.
Rivestì diversi ruoli presso l’Università di Firenze fra cui quello di Direttore dell’Istituto di Storia e poi quello di fondatore e Direttore dell’Istituto, poi Dipartimento, di Studi Sociali.
Mantenne, inoltre, per 25 anni la Presidenza del Centro di Cultura per Stranieri che rinnovò profondamente trasferendolo a Villa Fabbricotti, facendone il centro di molte iniziative scientifiche e culturali fra cui gli Amici del Centro di Cultura e il Centro di studi sulla Rappresentanza.
Divenne presidente dell’ “International Commission for the History of the Representative and Parliamentary Institutions” ed organizzò nel 1986 a Firenze un Congresso internazionale sugli aspetti sociali delle istituzioni rappresentative.
Nel 1983 fondò, con la collaborazione di un gruppo di giovani studiosi e seguaci fra cui Vittorio Conti, Eluggero Pii, Sergio Amato e Lea Campos Boralevi, la casa editrice Centro Editoriale Toscano, dedicata alla storia del pensiero politico, inaugurandola con la pubblicazione di un volume di Guido Bentivoglio, “Relatione delle Province unite”.
Nel 1995 concluse la sua carriera universitaria con il riconoscimento, da parte dell’Ateneo fiorentino, di professore Emerito e fondò l’Associazione Italiana degli Storici delle Dottrine Politiche che presiedette fino alla fine.

## Pensiero politico e Mazzini
La formazione parigina e la frequentazione delle grandi biblioteche europee furono alla base del suo pensiero storico-politico lontano da ogni provincialismo ed aperto ad una visione europea che ben si sposava con la visione politica di Giuseppe Mazzini; proprio in quest’ottica s’innesta l’opera di recupero del pensiero mazziniano perseguita da Mastellone con la pubblicazione di 7 volumi,  culminata con “Tre democrazie: sociale (Harney); proletaria (Engels); europea (Mazzini)”, edito nel 2011 poco prima della sua scomparsa.

## Biblioteca personale
Il Fondo Salvo Mastellone è stato acquisito in comodato gratuito dalla Regione Toscana nel 2013 dagli eredi del professore. Si tratta di circa 3.000 documenti tra monografie e periodici, inerenti agli argomenti oggetto di studio e di ricerca di Mastellone stesso. Un nucleo importante di volumi è dedicato a Giuseppe Mazzini, figura centrale per le ricerche dello studioso.

## Pubblicazioni
- Victor Cousin e il Risorgimento italiano, 1955
- La politica estera del Guizot (1840-1847), 1957, La Nuova Italia, Firenze
- Mazzini e la Giovine Italia (1831-1834), 1960, Domus Mazziniana, Pisa
- La reggenza di Maria de’ Medici, 1962, G. D'Anna, Messina
- Francesco D’Andrea (1648-1698): l'ascesa del ceto civile a Napoli, 1969, Olschki, Firenze
- Venalità e machiavellismo in Francia (1572-1610): all'origine della mentalità politica borghese, 1972, Olschki, Firenze
- Storia ideologica d'Europa da Sieyès a Marx, 1789-1848, 1974, Sansoni, Firenze
- Storia ideologica d'Europa da Savonarola a Adam Smith, 1979, Sansoni, Firenze
- Storia ideologica d'Europa da Stuart Mill a Lenin, 1982, Sansoni, Firenze
- Storia della democrazia in Europa da Montesquieu a Kelsen, 1986, Utet libreria, Torino
- Storia del pensiero politico europeo, Salvo Mastellone, 1986, Utet libreria, Torino, 2 voll.
- Il progetto politico di Mazzini: Italia-Europa, 1994, Olschki, Firenze
- Mazzini scrittore politico in inglese: democracy in Europe (1840-1855), 2004, Olschki, Firenze
- Mazzini e gli scrittori politici europei (1837-1857), 2 voll., 2005, Centro Editoriale Toscano, Firenze
- Tre democrazie: sociale (Harney); proletaria (Engels); europea (Mazzini), 2011, Centro Editoriale Toscano, Firenze
- (a cura di) Pensieri sulla democrazia in Europa, 2007, Feltrinelli